# Пермякова, София Олеговна
Софи́я Оле́говна Пермяко́ва (род. 1985) — российский пауэрлифтер. Двукратный серебряный призёр Кубка России по пауэрлифтингу в категории до 47 кг (2012, 2013). Мастер спорта России международного класса (2012).

## Биография
София Пермякова родилась в 1985 году.
Воспитанница обнинского спортивного клуба «Гармония». Тренер — Владислав Хабаровский.
Серебряный призёр всероссийского мастерского турнира по пауэрлифтингу «Белые ночи» в категории до 48 кг (2010) с суммой в троеборье 345 кг.
В составе сборной Калужской области стала серебряным призёром Кубка России по пауэрлифтингу 2012 года в Тюмени в категория до 47 кг с суммой в троеборье 367,5 кг. По результатам Кубка Софии Пермяковой было присвоено звание мастера спорта международного класса.
В 2013 году в составе сборной Калужской области стала серебряным призёром III Кубка России по жиму лёжа в Москве в весовой категории до 47 кг, выжав 77,5 кг.
Руководитель рекламной службы «Журнала Е» (Обнинск).